# 多目的放射性同位体熱電気転換器

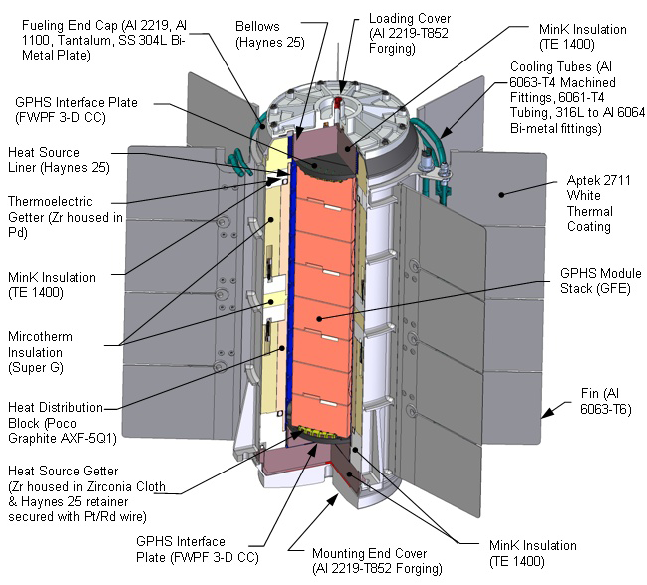
MMRTGの図。

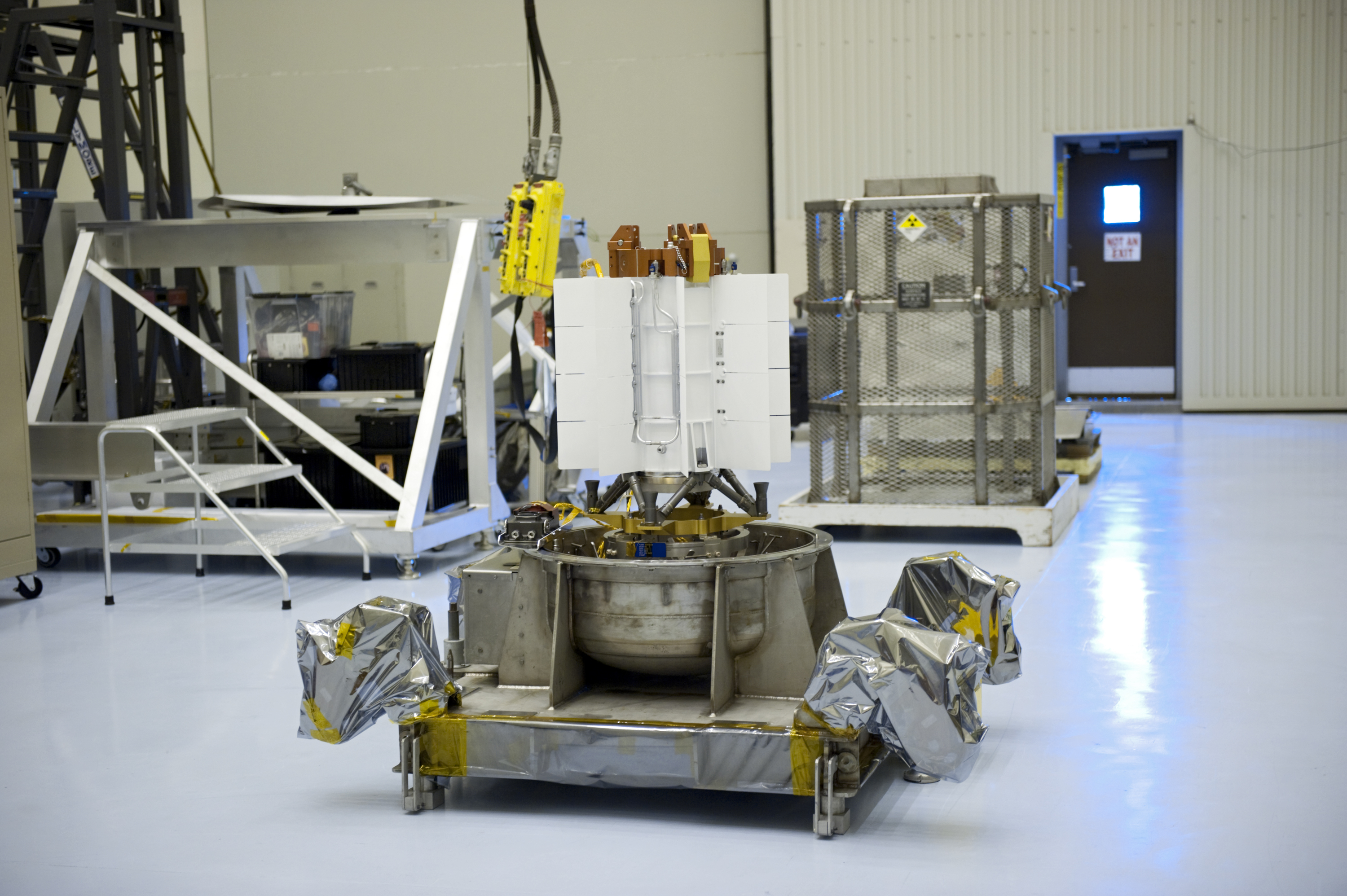
マーズ・サイエンス・ラボラトリーの多目的放射性同位体熱電気転換器。

多目的放射性同位体熱電気転換器（たもくてきほうしゃせいどういたいねつでんきへんかんき、英語: Multi-mission radioisotope thermoelectric generator（MMRTG））は、米国エネルギー省の管轄下にあるマーズ・サイエンス・ラボラトリー（MSL）などのNASA宇宙ミッション用に開発された放射性同位体熱電気転換器（RTG）の一種。原子力エネルギー局内の宇宙および防衛電力システム。MMRTGは、エアロジェット・ロケットダインとテレダイン・エネルギーシステムの産業チームによって開発された。

## 背景
宇宙探査機には、科学観測機器に安定して電気と熱を供給するために、十分に安全で信頼性が高く、長寿命の電力システムが必要である。この要求を満たす能力を備えた電源は、放射性同位体熱電気転換器（RTG）のみである。これは本質的に、崩壊熱を確実に電気に変換する一種の原子力電池である。RTGの電力は、8つの地球軌道ミッション、8つの外惑星へのミッション、月へのアポロミッションで使用されている。外惑星系のミッションは、パイオニア10号と11号、ボイジャー1号と2号、ユリシーズ、ガリレオ、カッシーニ、ニューホライズンズ。初めて宇宙開発へのRTGの利用がなされたのは1977年のボイジャー1号とボイジャー2号。過去40年間で合計45のRTGが米国によって製造され、26のミッションで使用された。

## 機能
個体熱電対は、放射性同位体プルトニウム238の自然崩壊のによって生成された熱を電気に変換する。物理変換の原理はゼーベック効果に基づいており、熱力学系における流れと勾配の間のオンサーガーの相反関係の1つに従う。温度勾配により、システム内に電子の流れが発生する。太陽光発電ソーラーアレイとは異なり、RTGは太陽エネルギーに依存しないため、深宇宙ミッションに使用できる。

## 歴史
2003年6月、エネルギー省（DOE）は、エアロジェットロケットダインが率いるチームにMMRTG契約をした。エアロジェットロケットダインとテレダインエネルギーシステムは、それ以前に宇宙探査ミッションのために同社が開発したSNAP-19に基づくMMRTG設計コンセプトで協力した。 SNAP-19は、パイオニア10号とパイオニア11号 、およびバイキング1号とバイキング2号の着陸船に動力を供給した。

## 設計と仕様
MMRTGは、米国エネルギー省（DOE）が提供する8つのPu-238二酸化物汎用熱源（GPHS）モジュールを搭載している。最初に、これらの8つのGPHSモジュールは約2 kWの火力を生成する。
MMRTG設計には、PbTe/TAGS熱電対（テレダイン・エネルギー・システム製）が組み込まれている。TAGSは、テルル(Te)、銀(Ag)、ゲルマニウム(Ge)、アンチモン(Sb)を組み込んだ材料を示す頭字語。MMRTGは、ミッションの開始時に125Wの電力を生成するように設計されており、14年後には約100Wに低下する。質量45kgのMMRTGは、寿命の初めに約2.8 W /kgの電力を供給する。
MMRTGの設計は、宇宙の真空と火星の表面などの惑星大気の両方で動作する。MMRTGの設計目標には、高度な安全性の確保、14年の最小寿命にわたる電力レベルの最適化、重量の最小化が含まれている。